# Pseudochirops coronatus
Pseudochirops corinnae es una especie de mamífero marsupial de la familia Pseudocheiridae endémica de las montañas Arfak, en la península de Doberai, en la provincia de Papúa Occidental, en Indonesia. No se conocen subespecies.